# 淡路ファームパーク イングランドの丘
淡路ファームパークイングランドの丘（あわじ ファームパークイングランドのおか）は、兵庫県南あわじ市八木養宜上にある農業公園。シンボル的な存在のコアラの鑑賞や動物とのふれあい、四季折々の花の鑑賞、パン作り・アイスクリーム作りなどの体験教室や農作物の収穫体験などができる。

## 概要

### 地理
南あわじ市は、淡路島の南部に位置し、兵庫県域の約2.7％を占めている。神戸市から60キロメートル、大阪市から80キロメートルの距離にあり市域の中央部を本四淡路縦貫道が走り、大鳴門橋にて徳島市と、明石海峡大橋にて明石市・神戸市へとつながっている。面積は、229.17平方キロメートル。南部と西部はそれぞれ紀伊水道、播磨灘に面し、北部の先山山地（せんざん）、南東部の諭鶴羽山地（ゆづるはさん）、 西の南辺寺山地（なんべいじさん）に囲まれ、中央部には三原平野が広がっている。気候は、年間を通じて降水量の少ない瀬戸内海気候に属し、過去10年間の年平均気温は16.6℃と温暖で、年間降水量は1,222mmとなっている。淡路ファームパークイングランドの丘、駐車場付近の標高は、40メートル。

### 歴史
南あわじ市は、2001年（平成13年）4月14日に1985年（昭和60年）4月に兵庫県が兵庫県フラワーセンターの分園として開園した淡路ファームパークの既存施設を有効利用し、新たに農村型体験交流施設を整備して一体化させ、農業体験・交流・学習施設として淡路ファームパークイングランドの丘（農業公園）を開園した。その主な目的は、農業及び農村の健全な活力を図るとともに、地域住民及び都市生活者に憩い及びやすらぎの場を提供し、全国有数の農畜産物大産地の安定的発展、地域の活性化及び農業の振興を図るためとしている。
1981年6月23日に兵庫県と西オーストラリア州は、友好・姉妹提携協定を西オーストラリア州にて締結しているが、2003年（平成15年）3月21日に姉妹提携20周年を記念して4頭を、また2011年（平成23年）3月6日には、友好提携30周年として4頭のコアラの寄贈を受けた。その後、当地での繁殖に成功し、2012年8月6日「そら」雌が誕生、2013年8月18日「だいち」雄が誕生した。

#### 年表
- 1955年（昭和30年）4月 - 榎列村、八木村、市村、神代村の４ヵ村の合併により三原郡三原町が発足（2年後、倭文村の一部、志知村の一部を編入）
- 1985年（昭和60年）4月21日 - 兵庫県が淡路島に兵庫県フラワーセンターの分園として、淡路ファームパークを開園[1]
- 2000年（平成12年）9月 - 淡路ファームパーク閉園
- 2001年（平成13年）4月14日 - 三原町が淡路ファームパークの既存施設を有効利用して、イングランドの丘を整備、複合施設として淡路ファームパークイングランドの丘として開園
- 2003年（平成15年）3月21日 - 兵庫県と西オーストラリア州との友好提携20周年として4頭のコアラの寄贈を受ける
- 2005年（平成17年）1月11日 - 三原郡の三原町（みはらちょう）、南淡町（なんだんちょう）、緑町（みどりちょう）、西淡町（せいだんちょう）、の4町が新設合併により、南あわじ市が誕生
- 2007年（平成19年） - 旧三原郡役所を当地に移築再建
- 2008年（平成20年）1月31日 - 開園時から導入れていたIMTS新交通システムの運行を終了
- 2008年（平成20年）10月23日 -  旧三原郡役所が国の登録有形文化財（建造物）に登録される
- 2011年（平成23年）3月6日 - 兵庫県と西オーストラリア州の友好提携30周年として4頭のコアラの寄贈を受ける
- 2015年（平成27年）3月 - 世界のうさぎと出会えるラビットワーレンを新設
- 2015年（平成27年）3月14日 - 直売所兼飲食施設「美菜恋来屋（みなこいこいや）」がレストランプレオープン[2]
- 2020年（令和2年）4月7日 - イングランドエリアを一周していたユメハニー号が営業を停止
- 2021年（令和3年）3月1日 - 2003年3月に西オーストラリア州から寄贈を受けた「みどり」が2月1日に24歳となり、飼育下での史上最高齢コアラとして、ギネス世界記録の認定を受けた[3][4]
- 2022年（令和4年）11月23日 - 長寿世界一であったコアラ「みどり」が25歳9ケ月で亡くなった[5][6]

### 特徴
園内には、シンボル的な存在としてコアラ館でコアラの鑑賞が出来る。 四季折々の花の鑑賞、ワラビー・うさぎ・ひつじなどの動物も飼育されており、動物とのふれあいやパン作り・アイスクリーム作りなど手作り体験教室、クラフト体験ができる。また、いちご、玉ねぎ、大根、キャベツなど収穫時期に合わせて農作物の収穫体験ができる。無料バスで園内を自由に移動することができ、食事施設もある。（手作り弁当のお持ち込みは可能）

#### コアラ
日本国内でコアラがいる動物園は、埼玉県こども動物自然公園、多摩動物公園、横浜市立金沢動物園、東山動植物園（愛知）、神戸市立王子動物園、平川動物公園（鹿児島）と淡路ファームパークイングランドの丘の7か所。日本で唯一、南方系のコアラが飼育されている。 2003年（平成15年）3月21日に西オース トラリア州から4頭のコアラの寄贈を受け、2011年（平成23年）3月6日には兵庫県と西オーストラリア州の友好提携30周年として4頭のコアラの寄贈を受けた。しかし、2018年8月5日に「みなみ」が2020年2月1日には「ひかり」が死んだ。2012年8月6日「そら」が誕生、2013年8月18日「だいち」雄が誕生し、2022年11月現在7頭が飼育されている。2021年2月1日に国内最高齢の雌コアラ「みどり」が24歳の誕生日を迎えた。みどりは豪州・西オーストラリア州で生まれ、2003年に寄贈された。これまでのコアラの国内最高齢は23歳11ケ月で、記録を更新した。コアラの平均寿命はおよそ15歳でみどりは人間でいうと110歳を超える。みどりはギネス長寿世界記録に認定され、2021年3月14日に公式認定員による証書の贈呈式が行われた。2022年11月23日の朝に長寿世界一であったコアラ「みどり」が25歳9ケ月で亡くなった。2023年7月31日にコアラ「ナギ」が誕生。
- ゆうき 雄
- そら 雄
- だいち 雄
- ジュンシア 雌
- ジェンガ 雌
- シンダー 雌
- マンドウ 雄

#### 登録有形文化財（建造物）
明治時代に建造された旧三原郡役所で、国の登録有形文化財（建造物）に2008年10月23日登録された歴史的建造物。1884年（明治17年）、三原郡三原町市市(今の南あわじ市)国道28号青木の交差点脇に建設されてから1926年（大正15年）7月1日の郡制廃止まで使用された。その後は公共施設として転用されていたが、1995年（平成７年）1月17日の阪神淡路大震災で建物が半壊する被害を受けたため解体後に保存されていた。2007年（平成19年）に当地に移築再建された。

#### IMTS新交通システム
2001年4月にイングランドエリアとグリーンヒルエリアの約700メートル間で園内の移動用として世界で初めて導入され、同年10月から2台隊列による無人自動運転を開始した。2008年1月31日でIMTSの運行は終了した。その後は、従業員が運転するランドトレイン（無料シャトルバス）が運行している。

## 施設
淡路ファームパークイングランドの丘は、コアラやウサギが暮らしているグリーンヒルと湖が広がるイングランドの2つのエリアからなり、イギリスの湖水地方をイメージしてつくられた農業公園。農業体験や動物とのふれあいが楽しめる。四季の花々や季節野菜の収穫体験、手作り体験教室や遊びの広場での乗馬やゴーカートなど。
- グリーンヒルエリアでは、
  - コアラ館
  - ロックガーデン
  - 大温室
  - バードゲージ
  - 動物舎
  - 動物ふれあい広場
  - 本館
  - フラワーホール
  - 総合交流ターミナル
- イングランドエリアでは、
  - 農林漁業体験施設
  - 地域食材供給施設
  - 農畜産物処理加工施設
  - 産地形成促進施設
  - ふれあい体験農園
  - 農村水辺修景施設
  - お花畑
    - 4月 ネモフィラ
    - 8月 ひまわり
    - 11月 コスモス

  - 野菜畑 - 収穫体験
  - ひつじのくに -  ひつじとふれあえ、有料でエサやり体験ができる
  - バンパーボート（有料） - モーターでくるくる回る
  - サイクルボート（有料） - 白鳥をイメージした足こぎ型ボート

### 開園日・その他
- 開園時間： 9時30分から17時（平日）、4月から9月の土日祝日は17時30分の閉園
  - 特に必要があると認めるときは、変更又は臨時に休園日を設けることもある
- 定休日：無休
- 入園料（1人1回につき）：大人 1,200円 （高校生以上）、小人 400円 （4歳から中学生）
  - 3歳以下は無料、また2019年4月1日から、南あわじ市内在住の人は無料
  - 各種割引あり
- 注意事項
  - 施設、設備、展示品等を損傷、又は汚損しないこと
  - 植栽物を採取、伐採又は損傷しないこと
  - 動物を捕獲、又は殺傷しないこと
  - たき火やその他、危険な行為をしないこと
  - 風紀を乱し、他の入園者に迷惑をかけないこと
  - その他、農業公園の利用を妨げる行為をしないこと

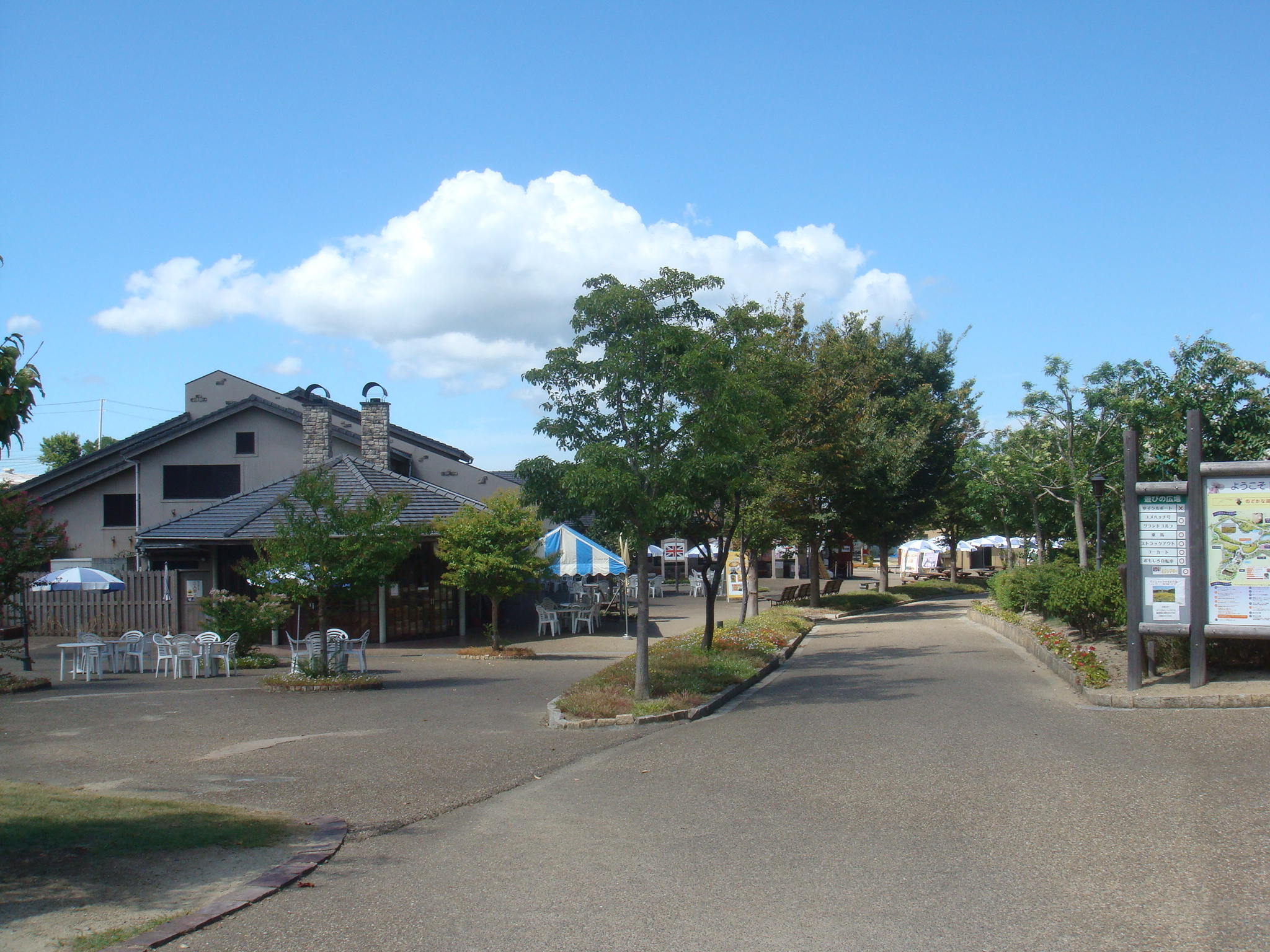
遊びの広場
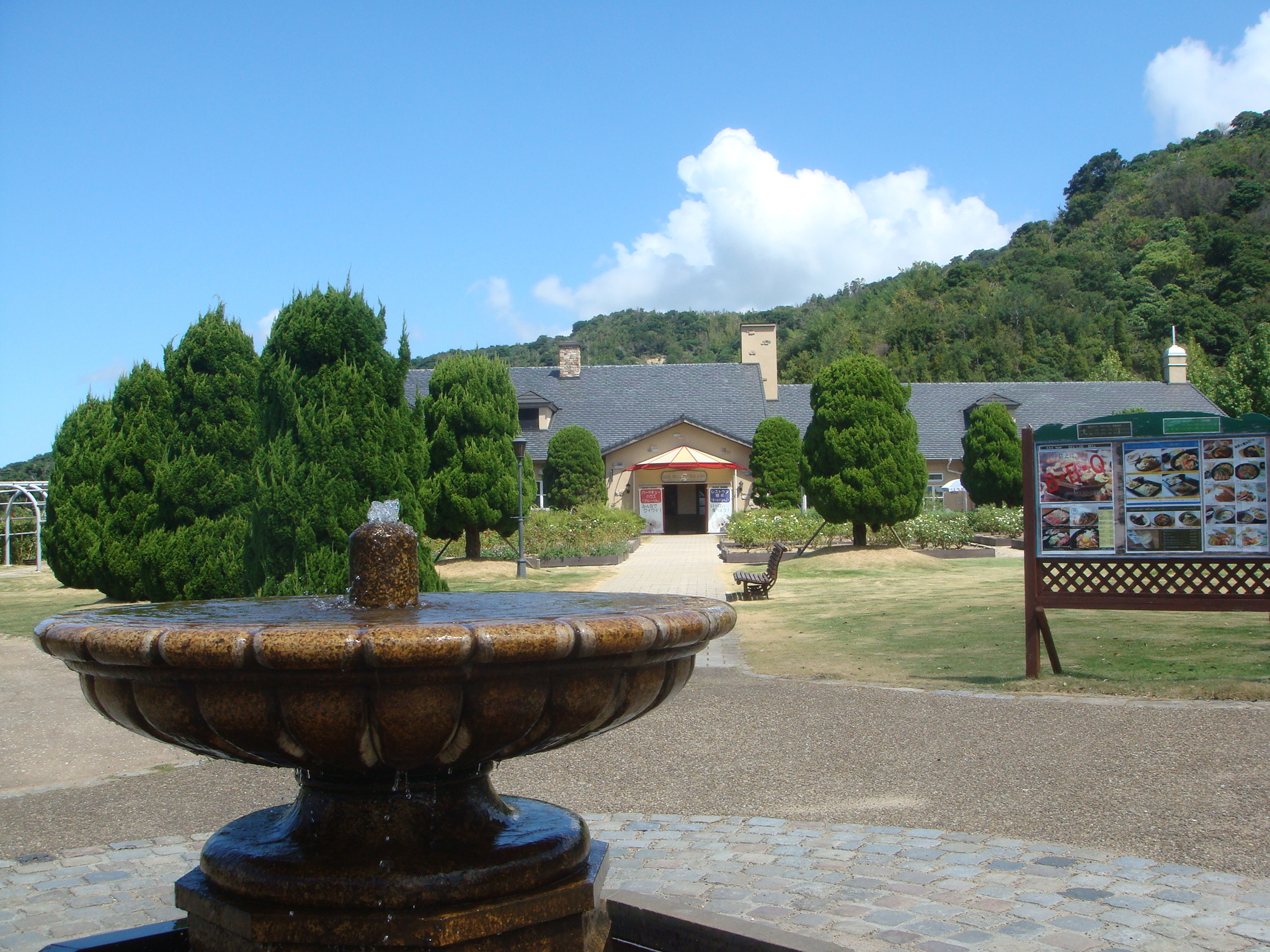
レストラン
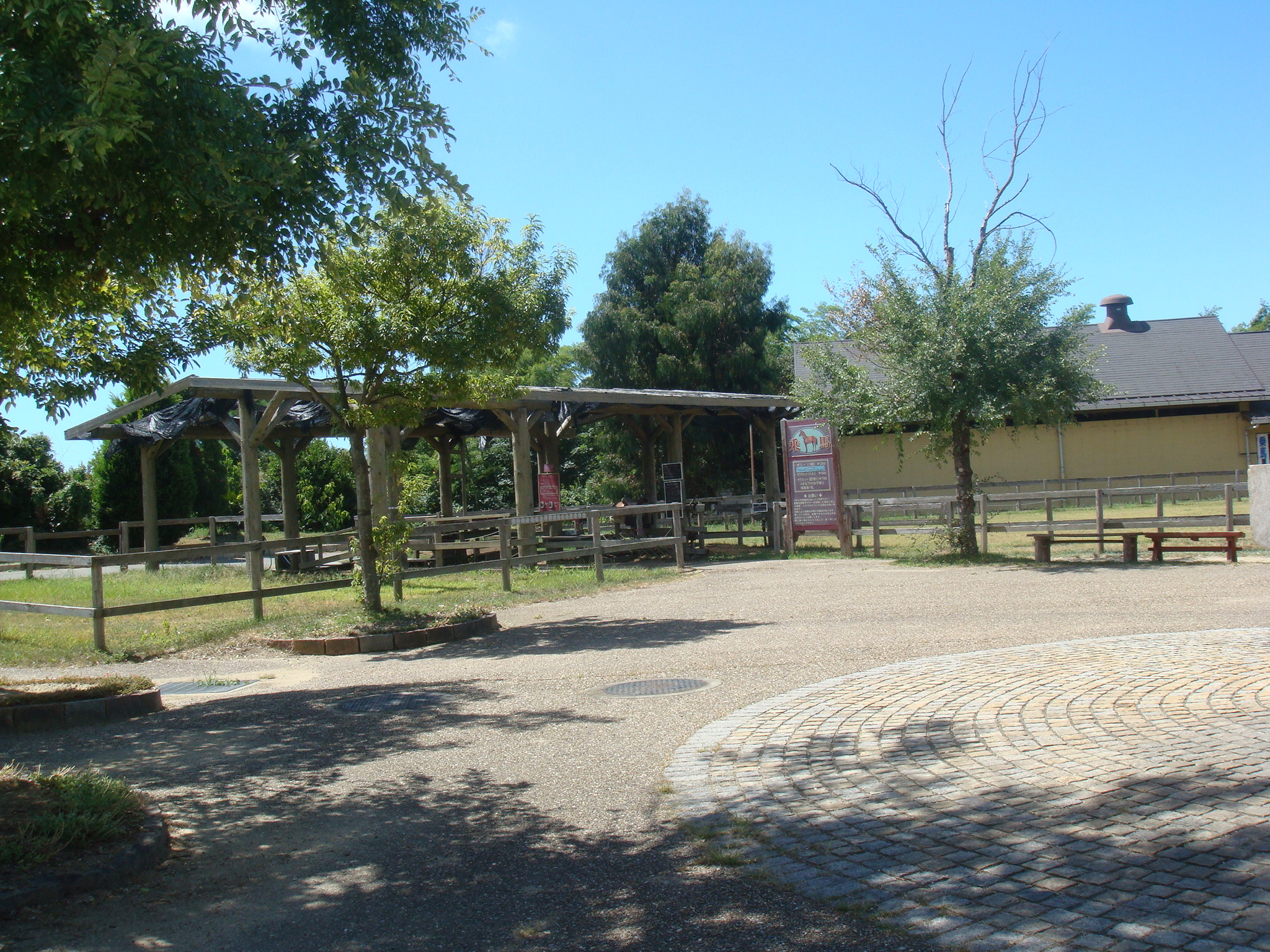
ポニー乗馬
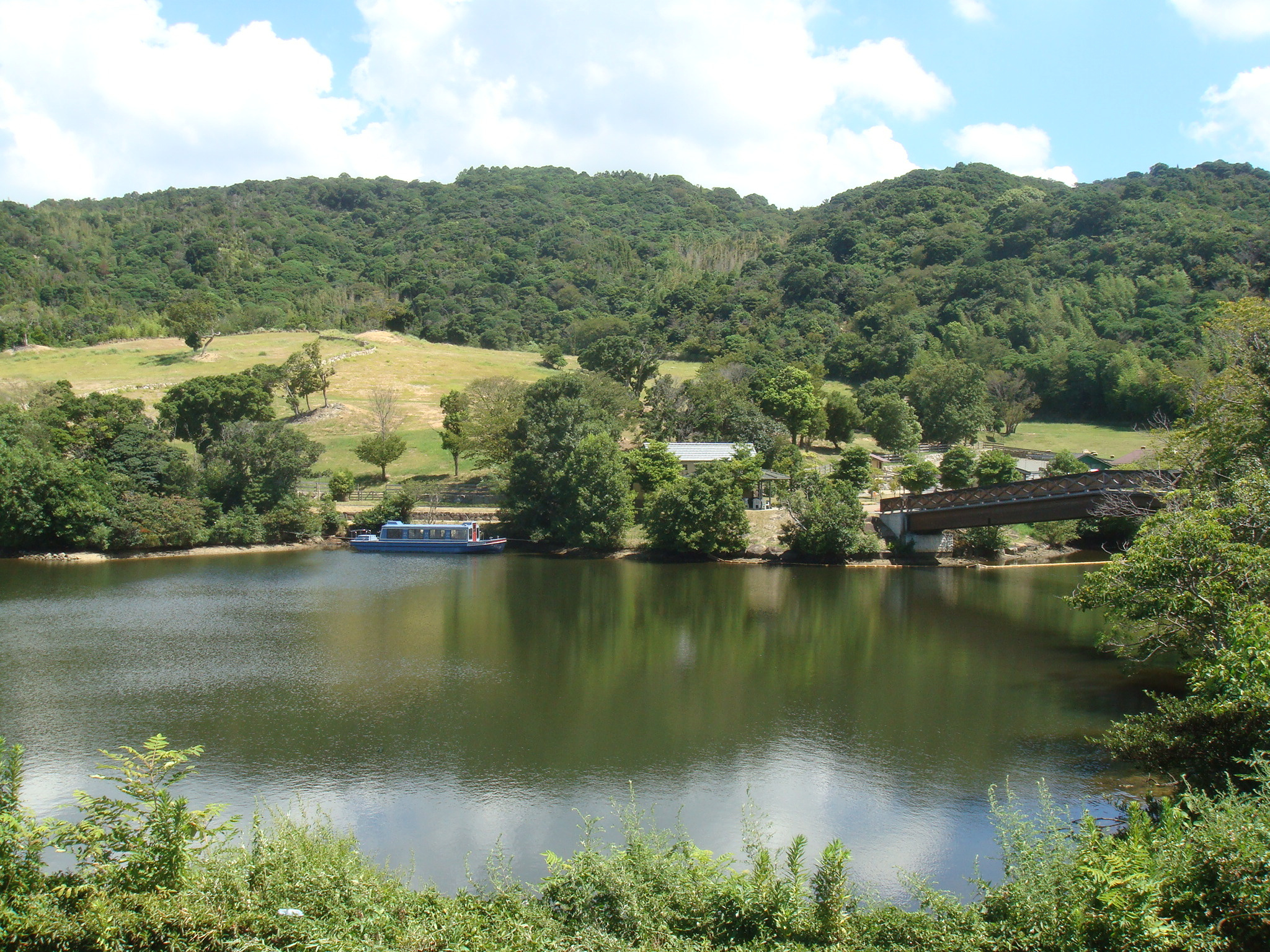
イングランドエリア
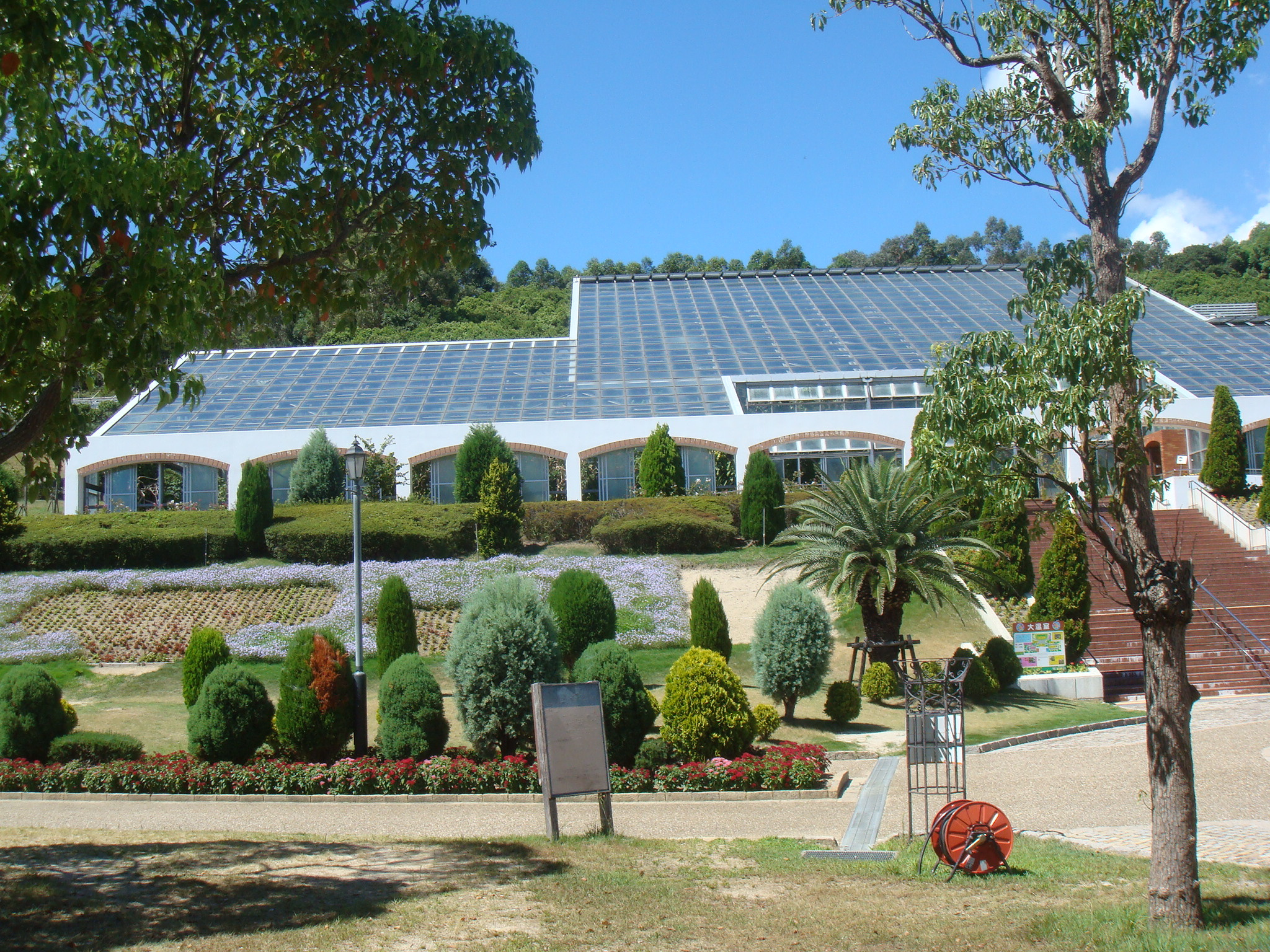
植物館（大温室）
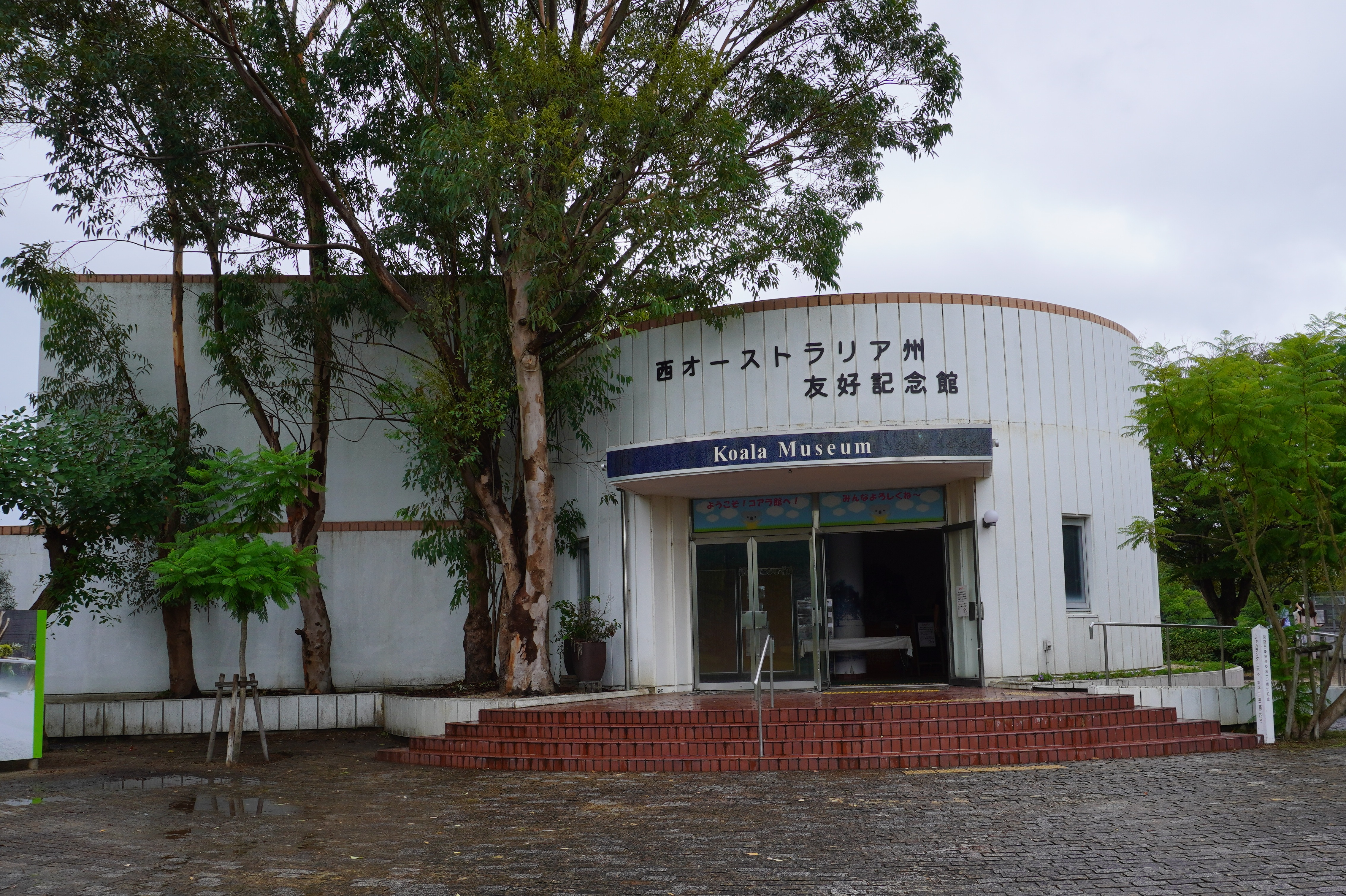
コアラ館

## 交通アクセス

### 公共交通機関
- 淡路交通縦貫線及びらん・らんバスイングランドの丘下車
  - 洲本ICや志知・陸の港西淡などで高速バスに接続

### 自動車
- 近畿方面から
  - 神戸淡路鳴門自動車道、洲本ICから国道28号で福良方面へ約7km、約15分
- 四国方面から
  - 神戸淡路鳴門自動車道、西淡三原ICから県道477号を州本方面へ約7km

## 周辺
- うずしおクルーズ
- 道の駅うずしお
- 鳴門の渦潮
- 淡路島牧場